# Brossea mucronata
Brossea mucronata là một loài thực vật có hoa trong họ Thạch nam. Loài này được (Phil.) Kuntze mô tả khoa học đầu tiên năm 1891.